# جاده لشکرک
جاده لشکرک یا جاده فشم با شماره‌گذاری معابر خیابان ۱۲۲۲ تهران یکی از جاده های شرقی-غربی استان تهران است که تهران را به جاده لواسان-اوشان-فشم متصل می‌کند. هم‌اکنون سه معبر جاده لشکرک، جاده تلو و بلوار استخر، تهران را به لواسان و فشم متصل می‌کنند.

## تقاطع ها
| از شرق به غرب | از شرق به غرب         | از شرق به غرب |
| ------------- | --------------------- | ------------- |
| میدان قائم    | جاده لواسان-اوشان-فشم |               |
| گردنه قوچک    |                       |               |
| میدان لواسان  | بلوار استخر           |               |
| تهران         |                       |               |
| دوربرگردان    |                       |               |
|               | بزرگراه ازگل          |               |
| از غرب به شرق |                       |               |